# Truqus magnus
Truqus magnus – gatunek błonkówki z rodziny Pergidae, jedyny przedstawiciel rodzaju Truqus.

## Taksonomia
Gatunek ten został opisany w 1990 roku przez Davida Smitha. Jako miejsce typowe podano brazylijskie miasto Campina Grande do Sul. Holotypem była samica. 

## Zasięg występowania
Ameryka Południowa. Notowany w Brazylii w stanach Paraná i São Paulo w płdn. części kraju.

## Biologia i ekologia
Rośliną żywicielską jest gujawa truskawkowa z rodziny mirtowatych.